# Oskar von Hutier

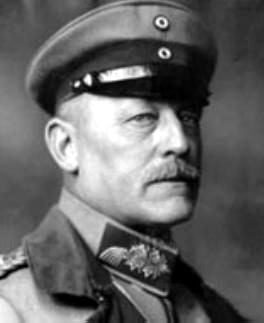
Oskar von Hutier (1920)

Oskar Emil Hutier, seit 1870 von Hutier (* 27. August 1857 in Erfurt; † 5. Dezember 1934 in Berlin) war ein preußischer General der Infanterie, der als einer der erfolgreichsten und innovativsten deutschen Generale im Ersten Weltkrieg galt.

## Leben

### Herkunft
Die Familie Hutier stammt aus Südfrankreich. Der Großvater Jean Hutier († 1864) starb als französischer Hauptmann in Erfurt. Seine Eltern waren der preußische Oberst Cölestin Hutier (1827–1894) und dessen Ehefrau Fanny, geborene Ludendorff (1830–1913). Sein Vater war als Major und Kommandeur des Schleswig-Holsteinischen Pionier-Bataillons Nr. 9 am 16. Juli 1870 in den erblichen preußischen Adelsstand erhoben worden.

### Militärkarriere
Hutier trat am 15. April 1875 als Sekondeleutnant in das 2. Nassauische Infanterie-Regiment Nr. 88 der Preußischen Armee ein. Dort fungierte er ab dem 1. Oktober 1881 als Bataillonsadjutant und wurde am 6. Dezember 1883 zum Premierleutnant befördert. Vom 1. Oktober 1885 bis zum 21. Juli 1888 kommandierte man Hutier zur weiteren Ausbildung an die Kriegsakademie und vom 1. April 1889 bis zum 17. November 1890 zum Großen Generalstab. Als Hauptmann (seit dem 20. September 1890) war er anschließend Kompaniechef in seinem Stammregiment und übte die gleiche Position auch nach seiner Versetzung in das Leibgarde-Infanterie-Regiment (1. Großherzoglich Hessisches) Nr. 115 bis zum 16. Februar 1894 aus. Man setzte Hutier dann als Ersten Generalstabsoffizier im Generalstab der 30. Division ein und am 30. Mai 1896 erhielt er seine Beförderung zum Major. Es folgte vom 1. Oktober 1896 bis 9. September 1898 die Versetzung in den Großen Generalstab und anschließend eine zweijährige Verwendung als Erster Generalstabsoffizier im Generalstab des I. Armee-Korps. Hutier wurde am 1. Oktober 1900 zum Kommandeur des I. Bataillons im 6. Thüringischen Infanterie-Regiments Nr. 95 ernannt. Er gab das Kommando am 17. August 1902 ab und wechselte als Abteilungsleiter in den Großen Generalstab, wo er am 12. September 1902 Oberstleutnant wurde. Kurz darauf beauftragte man ihn für einen Monat mit der Vertretung des Chefs des Generalstabes des III. Armee-Korps, dann mit der Wahrnehmung der Geschäfte und ernannte ihn schließlich am 1. September 1903 zu dessen Chef. Als Oberst (seit 15. September 1905) sollte er am 22. März 1907 das Kommando über das Leibgarde-Infanterie-Regiment (1. Großherzoglich Hessisches) Nr. 115 erhalten. Drei Jahre später übernahm Hutier unter gleichzeitiger Beförderung zum Generalmajor die 74. Infanterie-Brigade. Vom 3. Februar 1911 bis zu seiner Ernennung zum Kommandeur der 1. Garde-Division am 19. November 1912 fungierte Hutier als Oberquartiermeister im Großen Generalstab und war zeitgleich vom 21. Februar 1911 bis 23. Dezember 1912 Mitglied der Studienkommission der Kriegsakademie. Zwischenzeitlich war er am 22. April 1912 Generalleutnant geworden.
Hutier diente im ersten Kriegsjahr als Kommandeur der 1. Garde-Infanterie-Division an der Westfront in Frankreich. Am 4. April 1915 übernahm er als Kommandierender General das XXI. Armee-Korps an der Ostfront und eroberte in den nächsten zwei Jahren große Teile der von Russland gehaltenen Gebiete Polens und Litauens. Am 2. Januar 1917 erfolgte seine Ernennung zum Oberbefehlshaber der Armeeabteilung D und im April der 8. Armee, jeweils als Nachfolger von General der Artillerie Friedrich von Scholtz. Zwischenzeitlich hatte er am 27. Januar 1917 seine Beförderung zum General der Infanterie erhalten.
Hutier entwickelte durch seine Erfahrungen bei der Truppe und dem Studium feindlicher Taktiken eine neue deutsche Gefechtstaktik, um den Stellungskrieg zu durchbrechen. Dabei bezog er sich vor allem auf die 1916 von Brussilow in der Brussilow-Offensive aus rein materieller Not angewandte Taktik der kurzen Feuerüberfälle durch Artillerie, gefolgt von einem Infanterieangriff. Diese Taktik hatte den Vorteil, dass anders als durch den sonst üblichen langen und massiven Dauerbeschuss der Gegner nicht vor dem eigenen Angriff gewarnt wurde. Durch diese Taktik erzielte Brussilow große Erfolge, er erhielt dann massiven Nachschub und kehrte zur alten, erfolglosen Vorgehensweise zurück. Diese Taktik, die Hutier erstmals bei der Einnahme von Riga im September 1917 anwandte, war so erfolgreich, dass die Franzosen sie schlicht „Hutier-Taktik“ nannten. Der heute gebräuchlichere Ausdruck ist „Infiltrationstaktik“ oder „Stoßtrupptaktik“ wie sie die nachmalig gebildeten Sturmbataillone einsetzten.
Im Dezember 1917 erhielt Hutier den Befehl über die an der Westfront neu aufgestellte 18. Armee, mit der er unter anderem an der Frühjahrsoffensive 1918 beteiligt war. Dieses Kommando behielt er bis zum Ende des Krieges. In Würdigung seiner Leistungen war ihm am 23. Juli 1918 der Rote Adlerorden I. Klasse mit Eichenlaub und Schwertern verliehen worden.

#### Hutier-Taktiken
Hutier setzte die Taktik der Sturmbataillone bei der Schlacht um Riga mit großem Erfolg ein. Folglich wurde die Taktik nach ihm benannt. Sie besteht aus den folgenden Elementen:
1. Ein kurzes Artilleriebombardement mit schweren Kalibern in Kombination mit verschiedenen Giftgas-Granaten würde die feindliche Frontlinie neutralisieren, jedoch nicht zerstören.
2. Sturmbataillone würden unter kriechendem Artilleriefeuer vorrücken und zuvor identifizierte Schwachstellen in der feindlichen Verteidigung infiltrieren. Dabei würden sie Kämpfe möglichst vermeiden und zielstrebig zum feindlichen Hauptquartier bzw. Artilleriestellungen vordringen und diese einnehmen oder vernichten.
3. Nachdem die Sturmbataillone ihre Arbeit getan hätten, würden schwere deutsche Armeeeinheiten mit Maschinengewehren, Mörsern und Flammenwerfern vorrücken und Ziele, die durch die Sturmbataillone nicht neutralisiert worden waren, angreifen.
4. In der letzten Phase des Angriffes würde reguläre Infanterie verbliebenen feindlichen Widerstand brechen.

Viele andere Generäle haben in der Vergangenheit ähnliche Taktiken entwickelt. Sie reichen zurück bis in die Zeit des Amerikanischen Bürgerkriegs, als Army Colonel Emory Upton 1864 eine ähnliche Taktik bei der Schlacht bei Spotsylvania Court House anwendete. Alliierte Verbände taten dies ebenfalls in frühen Kämpfen in Frankreich. Hutier jedoch war der erste Truppenkommandeur, der sie im großen Stil auf das Gefechtsfeld brachte.

#### Erfolg
Am 3. September 1917 durchbrach Hutier als Oberbefehlshaber der 8. Armee mit Hilfe seiner Taktik eine lange Belagerung der Stadt Riga. Darauf folgte ein amphibischer Angriff auf die Moonsund-Inseln in der Ostsee, der einzige erfolgreiche amphibische Angriff im gesamten Kriegsverlauf (Unternehmen Albion).
Seine Taktik machte Schule, und so errangen deutsche Truppen in Unterstützung der hart bedrängten und zurückweichenden österreichisch-ungarischen Truppen, in Abwesenheit Hutiers einen spektakulären Sieg über die Italiener in der 12. Isonzoschlacht. Die Taktik wurde ebenso erfolgreich benutzt, um das Gelände, das während der Schlacht von Cambrai von den Briten erobert worden war, wieder zurückzuerobern. Hutier wurde von Wilhelm II. am 6. September 1917 mit dem Orden Pour le Mérite ausgezeichnet und 1918 an die Westfront versetzt.
Im März dieses Jahres wandte Hutier abermals seine Taktik gegen alliierte Stellungen an, perforierte die französischen und britischen Linien und drang rund 65 Kilometer entlang der Somme in Richtung Amiens vor (siehe Deutsche Frühjahrsoffensive 1918). Die Deutschen nahmen 50.000 Kriegsgefangene, und Hutier wurde am 23. März 1918 mit dem Eichenlaub zum Pour le Mérite sowie am 7. Mai 1918 mit dem Komturkreuz I. Klasse des Militär-St.-Heinrichs-Ordens ausgezeichnet.

### Ruhestand
Seine Taktik wurde abermals in einem großen Sieg gegen Frankreich im Juni angewandt, aber die Alliierten begannen sich darauf einzustellen und entwickelten Gegentaktiken. In einem Vorstoß im Juli 1918, der Meuse-Argonne-Offensive, errichteten die amerikanischen und französischen Verteidiger tiefe Verteidigungssysteme, an denen die (dezimierten) Sturmbataillone scheiterten.
Hutier kehrte trotz der Niederlage als Kriegsheld nach Deutschland zurück und vertrat nach dem Weltkrieg wie sein Befehlshaber und Vetter, General Erich Ludendorff, die Dolchstoßlegende, dass Feinde an der Heimatfront, die durch die Propaganda des Crewe House demoralisiert war, zur Niederlage Deutschlands geführt hätten und nicht Verluste im Feld.
Er wurde am 14. Januar 1919 aus der Armee verabschiedet und in den Ruhestand versetzt. Vom 1. Dezember 1919 bis zu seinem Tode fungierte er als Vorsitzender des Deutschen Offizier Bundes (DOB) und war 1919 zudem Präsident des Berliner Nationalklubs.
Oskar von Hutier wurde auf dem Alten Friedhof in Darmstadt bestattet (Grabstelle: IV C 135).

### Familie
Hutier heiratete am 24. September 1892 in Vöslau Maria von Miller zu Aichholz (1865–1912). Das Paar hatte drei Kinder:
- Marion (1893–1980) ⚭ 1921 Paul von Eltz-Rübenach (1875–1943), Reichspostminister[3]
- Irmgard (1894–1976) ⚭ Heinrich von Miller zu Aichholz (1896–1972)[4]
- Oscar (1897–1910)

## Auszeichnungen
- Kronen-Orden II. Klasse[5]
- Eisernes Kreuz (1914) II. und I. Klasse
- Preußisches Dienstauszeichnungskreuz[5]
- Komtur II. Klasse des Ordens vom Zähringen Löwen[5]
- Bayerischer Militärverdienstorden II. Klasse mit Stern[5]
- Ritterkreuz I. Klasse des Ludwigsordens[5]
- Großkreuz des Ordens Philipps des Großmütigen[5]
- Komtur des Greifenordens[5]
- Ehrenkomtur des Haus- und Verdienstordens des Herzogs Peter Friedrich Ludwig[5]
- Großkreuz des Albrechts-Ordens[5]
- Komtur II. Klasse des Herzoglich Sachsen-Ernestinischen Hausordens[5]
- Großkreuz des Dannebrogorden[5]
- Knight Grand Cross des Royal Victorian Order[5]
- Komtur des Ordens von Oranien-Nassau[5]